# Terrine (mets culinaire)

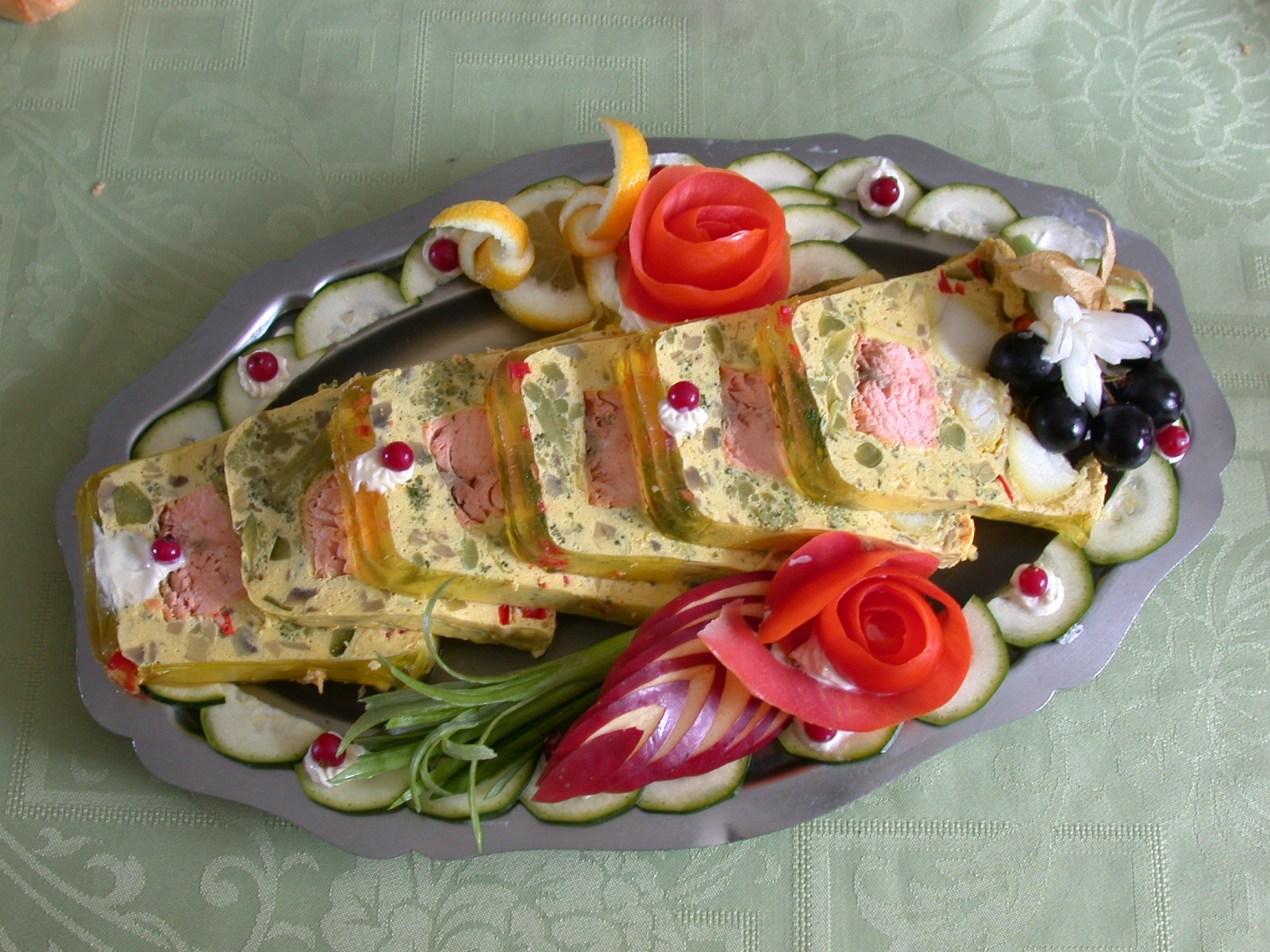
Une terrine de saumon au basilic

Une terrine, dans la cuisine traditionnelle française, est une préparation culinaire, généralement à base de viande, de poisson, de légumes ou d'une combinaison de ces ingrédients. La terrine est cuite au bain-marie et servie froide ou tiède, souvent en tranches. Elle se distingue du pâté par sa texture plus rustique et son mode de cuisson dans un récipient du même nom.
Les terrines modernes ne contiennent pas nécessairement de viande ou de graisse animale, mais contiennent néanmoins des textures similaires à celles de la viande et des substituts de graisse, tels que des champignons et des purées de fruits ou de légumes riches en pectine. Ils peuvent également être cuits dans une grande variété de moules à terrine non en poterie, tels que l'acier inoxydable, l'aluminium, la fonte émaillée et le plastique allant au four.